# قرار مجلس الأمن التابع للأمم المتحدة رقم 1946
قرار مجلس الأمن التابع للأمم المتحدة رقم 1946، المتخذ بالإجماع في 15 أكتوبر 2010، بعد التذكير بالقرارات السابقة بشأن الوضع في كوت ديفوار (ساحل العاج)، بما في ذلك القرارات 1880 (2009) و1893 (2009) و1911 (2010) و1933 (2010)، مدد المجلس العقوبات المفروضة على البلاد، بما في ذلك حظر الأسلحة وحظر تجارة الماس، لمدة ستة أشهر أخرى.
وقد صاغ القرار فرنسا.

## القرار

### أعمال
بموجب الفصل السابع من ميثاق الأمم المتحدة، جدد المجلس العقوبات المفروضة على البلاد فيما يتعلق بالأسلحة والماس والمال والسفر حتى 30 أبريل 2011، إلى جانب تفويض لجنة الخبراء لمراقبة تنفيذها. وستتم مراجعة الإجراءات في ضوء التقدم المحرز في العملية الانتخابية وعملية السلام. وحُثت جميع الأطراف الإيفوارية في اتفاق واغادوغو السياسي على التنفيذ الكامل للتدابير المذكورة أعلاه وإتاحة الوصول دون عوائق إلى فريق الخبراء المعني برصد الجزاءات، بمساعدة عملية الأمم المتحدة في كوت ديفوار. علاوة على ذلك، قرر المجلس أن حظر توريد الأسلحة لن ينطبق على المعدات غير الفتاكة التي تستخدمها قوات الأمن الإيفوارية لأغراض متناسبة ومناسبة. وأكد من جديد أنه سيتم فرض تدابير ضد الأشخاص الذين يهددون عملية السلام أو يهاجمون أو يعرقلون عملية الأمم المتحدة أو يدعمون الأفراد الفرنسيين أو ينتهكون حقوق الإنسان أو القانون الإنساني الدولي أو يحرضون على الكراهية والعنف؛ كما كانت هناك مخاوف من أن بعض وسائل الإعلام تحرض على العنف.
وطالب القرار الأمين العام بان كي مون والقوات الفرنسية بإبلاغ المجلس بإمدادات الأسلحة لكوت ديفوار. وفي غضون ذلك، صدرت تعليمات لعملية كيمبرلي بالإبلاغ عن الإنتاج والتصدير غير المشروع للماس من كوت ديفوار. وطُلب من جميع الأطراف الإيفوارية وغيرها التعاون وضمان سلامة وحرية حركة فريق الخبراء.